# Neoamphitrite ramosissima
Neoamphitrite ramosissima är en ringmaskart som först beskrevs av Marenzeller 1884.  Neoamphitrite ramosissima ingår i släktet Neoamphitrite och familjen Terebellidae. Inga underarter finns listade i Catalogue of Life.